# Peucaea botterii
Peucaea botterii е вид птица от семейство Овесаркови (Emberizidae).

## Разпространение
Видът е разпространен в Белиз, Гватемала, Коста Рика, Мексико, Никарагуа и САЩ.